# Catugnatos
Catugnatos était un aristocrate Allobroges (Isère), il dirigea leur révolte contre les Romains en 62 av. J.-C..

## Biographie
Son nom se compose des éléments catu (« combat ») et gnatos (« fils de ») et pourrait signifier "fils du combat".
Après avoir remporté une victoire à Ventia, il ne put empêcher la défaite des Allobroges lorsque les Romains attaquèrent la ville de Solonion. Sa révolte nous est connue par le récit qu'en a fait Dion Cassius : Lentinus fut forcé de s'en éloigner ; mais il put piller la campagne sans crainte, jusqu'au moment où elle fut secourue par Catugnatus, le commandant de toutes leurs nations, et par quelques Gaulois des bords de l'Isère.